# Ceropegia ensifolia
Ceropegia ensifolia ist eine Pflanzenart aus der Unterfamilie der Seidenpflanzengewächse (Asclepiadoideae). Sie ist in Südindien beheimatet.

## Merkmale

### Erscheinungsbild, Wurzel, Sprossachse und Blatt
Ceropegia ensifolia ist eine ausdauernde, krautige Pflanze. Als Überdauerungsorgan wird eine kugelige Wurzelknollen gebildet. Die zarten, fast kahlen Sprossachsen sind windend und verzweigen sich. Die gegenständig angeordneten Laubblätter sind mit einer Länge von bis zu 8,5 mm kurz gestielt oder fast ungestielt. Die fast kahlen Blattspreiten sind bei einer Länge von 10 bis 18 cm und einer Breite von 0,85 bis 0,4 cmlinealisch.

### Blütenstand und Blüte
Die Blütezeit liegt im August und September. Der behaarte Blütenstandsstiel ist mit einer Länge von 2,5 bis 12,7 cm oft relativ lang. Der zymöse Blütenstand enthält viele Blüten. Der behaarte Blütenstiel ist sehr kurz.
Die zwittrigen Blüten sind zygomorph und fünfzählig mit doppelter Blütenhülle. Die fünf Kelchblätter sind 4 mm lang. Die Blütenkrone ist bis zu 4 cm lang. Im unteren Teil sind die fünf Kronblätter zu einer schlanken, rund 20 mm langen Kronröhre (Sympetalie) verwachsen. Die Kronröhre ist weiß oder weißlich grün, und an der Basis zu einem „Kronkessel“ aufgebläht. Die bei einer Länge von 1 bis 2 cm linealischen, aufrechten Kronblattzipfel sind an den äußeren Enden verwachsen und bilden eine eiförmige, käfigartige Struktur. Die zwei „Blättchen“ der Zipfel sind leicht entlang der Längsachse nach außen gebogen. Die ungestielte Nebenkrone ist basal verwachsen. Die Zipfel der interstaminalen, äußeren Nebenkrone sind dreieckig und behaart, oder auch kaum ausgebildet. Die Zipfel der staminalen, inneren Nebenkrone sind linealisch-spatelig und stehen aufrecht und gerade.

### Frucht und Same
Die paarigen Balgfrüchte sind 15 bis 18 cm lang. Zu den Samen liegen keine Angaben vor.

## Vorkommen
Ceropegia ensifolia kommt in den südindischen Bundesstaaten Kerala und Tamil Nadu vor. Sie wächst dort in Höhenlagen von 1000 bis 1500 Meter.

## Taxonomie
Die Erstbeschreibung von Ceropegia ensifolia erfolgte 1864 durch Richard Henry Beddome im 1. Band der 3. Serie des Madras Journal of Literature and Science und wurde nur wenig später in seinen Icones auch abgebildet. Ein jüngeres Synonym von Ceropegia ensifolia Bedd. ist Ceropegia albiflora Hook. f. publiziert 1883 von Joseph Dalton Hooker. Herbert Huber wertete das Taxon 1957 zur Unterart von Ceropegia ciliata ab; viz. Ceropegia ciliata subsp. ensifolia (Bedd.) H.Huber. Ansari (1984) ordnete das Taxon wieder als eigenständige Art ein.

## Belege